# Tárek Szábet
Tarek Thabet (arabul: طارق ثابت; Gabès, 1971. augusztus 16. –) tunéziai labdarúgóhátvéd.